# NGC 2028
NGC 2028 је расејано звездано јато у сазвежђу Трпеза које се налази на NGC листи објеката дубоког неба.
Деклинација објекта је - 69° 57' 7" а ректасцензија 5h 33m 48,6s. Привидна величина (магнитуда) објекта NGC 2028 износи 12,9. NGC 2028 је још познат и под ознакама ESO 56-SC152.